# Darian Pavli
 (mai 2023).
La mise en forme du texte ne suit pas les recommandations de Wikipédia : il faut le « wikifier ».
Les points d'amélioration suivants sont les cas les plus fréquents :
- Les titres sont pré-formatés par le logiciel. Ils ne sont ni en capitales, ni en gras.
- Le texte ne doit pas être écrit en capitales (les noms de famille non plus), ni en gras, ni en italique, ni en « petit »…
- Le gras n'est utilisé que pour surligner le titre de l'article dans l'introduction, une seule fois.
- L'italique est rarement utilisé : mots en langue étrangère, titres d'œuvres, noms de bateaux, etc.
- Les citations ne sont pas en italique mais en corps de texte normal. Elles sont entourées par des guillemets français : « et ».
- Les listes à puces sont à éviter, des paragraphes rédigés étant largement préférés. Les tableaux sont à réserver à la présentation de données structurées (résultats, etc.).
- Les appels de note de bas de page (petits chiffres en exposant, introduits par l'outil «  Source ») sont à placer entre la fin de phrase et le point final[comme ça].
- Les liens internes (vers d'autres articles de Wikipédia) sont à choisir avec parcimonie. Créez des liens vers des articles approfondissant le sujet. Les termes génériques sans rapport avec le sujet sont à éviter, ainsi que les répétitions de liens vers un même terme.
- Les liens externes sont à placer uniquement dans une section « Liens externes », à la fin de l'article. Ces liens sont à choisir avec parcimonie suivant les règles définies. Si un lien sert de source à l'article, son insertion dans le texte est à faire par les notes de bas de page.
- La présentation des références doit suivre les conventions bibliographiques. Il est recommandé d'utiliser les modèles {{Ouvrage}}, {{Chapitre}}, {{Article}}, {{Lien web}} et/ou {{Bibliographie}}. Le mode d'édition visuel peut mettre en forme automatiquement les références.
- Insérer une infobox (cadre d'informations à droite) n'est pas obligatoire pour parachever la mise en page.

Pour une aide détaillée, merci de consulter Aide:Wikification.
Si vous pensez que ces points ont été résolus, vous pouvez retirer ce bandeau et améliorer la mise en forme d'un autre article.
Darian Pavli, né le 7 avril 1975, est juge à la Cour européenne des droits de l'homme au titre de l'Albanie depuis le 7 janvier 2019.

## Enfance et éducation
Darian Pavli est né le 7 avril 1975 à Vlora, en Albanie.
Il a étudié à la faculté de droit de l'université de Tirana de 1993 à 1997 et y a obtenu une licence en droit. Il a ensuite obtenu un master en droit constitutionnel comparé à l'Université d'Europe centrale de Budapest en 1998.
Au cours de l'année 2000-2001, il a obtenu un autre master en droit de la fonction publique à la faculté de droit de l'Université de New-York.

## Carrière
Entre 1998 et 2000, il a travaillé comme avocat principal pour l'Organisation pour la sécurité et la coopération en Europe (OSCE) à Tirana, ainsi que comme chargé de cours en droit constitutionnel à l'université de Tirana.
De 2001 à 2003, il a été chercheur sur la situation des droits de l'homme en Europe du Sud-Est pour l'organisation Human Rights Watch. Il a ensuite rejoint l'Open Society Justice Initiative jusqu'en 2015 en tant qu'avocat principal, travaillant sur diverses affaires devant des tribunaux et des mécanismes internationaux sur des questions de droits de l'homme.
En 2015, il est nommé conseiller de la commission parlementaire spéciale sur la réforme de la justice du Parlement albanais.
Entre 2016 et 2017, il est directeur des programmes de l'Open Society Foundation pour l'Albanie.
De 2017 à 2018, il a été expert en droit et politique des droits de l'homme pour le Conseil de l'Europe et d'autres organisations internationales à Tirana, et en 2018, il a été nommé expert principal pour le projet Euralius V (projet de l'Union européenne travaillant sur la consolidation du système judiciaire albanais),.
Il est juge à la Cour européenne des droits de l'homme (CEDH) depuis le 7 janvier 2019.

### Controverse
La nomination de Darian Pavli comme candidat à la CEDH par le gouvernement albanais a  soulevé des polémiques. En effet, la presse albanaise a souligné que Pavli avait des liens avec le Premier ministre albanais Edi Rama. Tout d'abord, ils seraient apparentés (même si la presse albanaise n'est pas claire sur ce lien, l'un les présente comme des cousins, tandis que l'autre déclare que Pavli est le cousin de la femme de Rama), Ensuite, l'Open Society Foundation a ouvertement soutenu Edi Rama dans le passé,Enfin, le gouvernement a également été accusé de présenter les candidats à la CEDH sans les soumettre au système de " vetting ", obligatoire pour les juges albanais,.